# Обыкновенная сольпуга
Обыкновенная сольпуга, или южнорусская сольпуга, или обыкновенный галеод (лат. Galeodes araneoides) — вид фаланг из семейства Galeodidae.

## Описание
Самки достигают в длину 6 см, самцы мельче — до 4,5 см. Окраска в основном песочно-жёлтая, на спинной стороне — более тёмных серых и бурых тонов. Как и другие фаланги, обыкновенные сольпуги лишены ядовитых желёз. Исследования русских зоологов Павловского и Штейна показали, что хелицеры представителей этого вида не способны проткнуть кожу человека, хотя сила их сжатия достаточна для удержания собственного веса.

## Ареал
Распространены от Украины, юга европейской части России и Казахстана на севере до Египта, Ирака, Ирана и Афганистана на юге.

## Охрана
Вид занесён в Красную книгу Астраханской области и Красную книгу Украины.

## История изучения
Галеод обыкновенный был впервые описан в 1772 году русским зоологом Петером Симоном Палласом. Типовое местонахождение неизвестно, по предположению русского арахнолога Бялыницкого-Бирули им могли быть Царицын или Сарепта-на-Волге (Красноармейский район современного Волгограда).

## Галерея

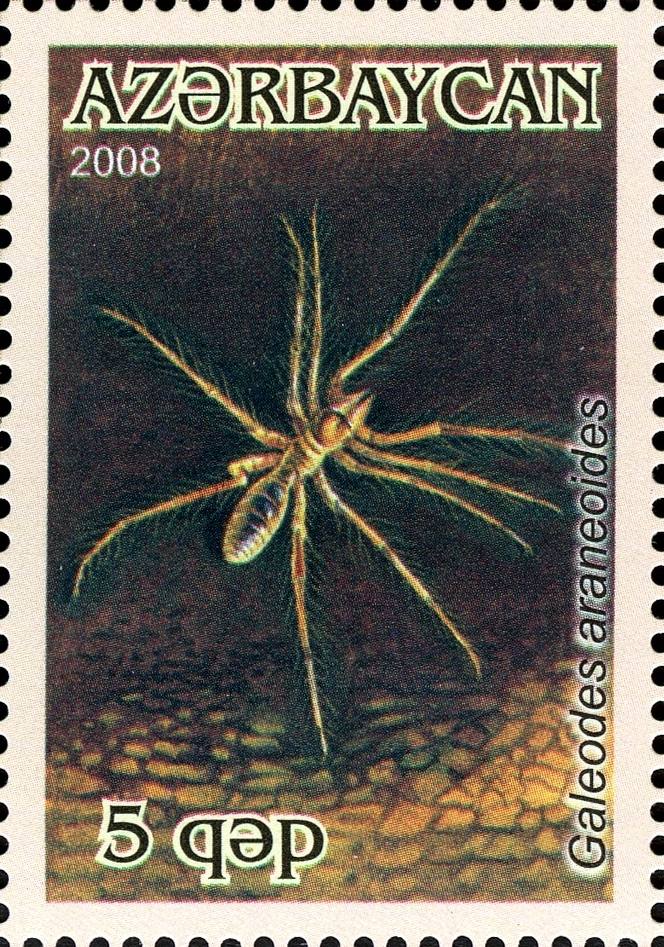
Обыкновенная сольпуга на марке Азербайджана
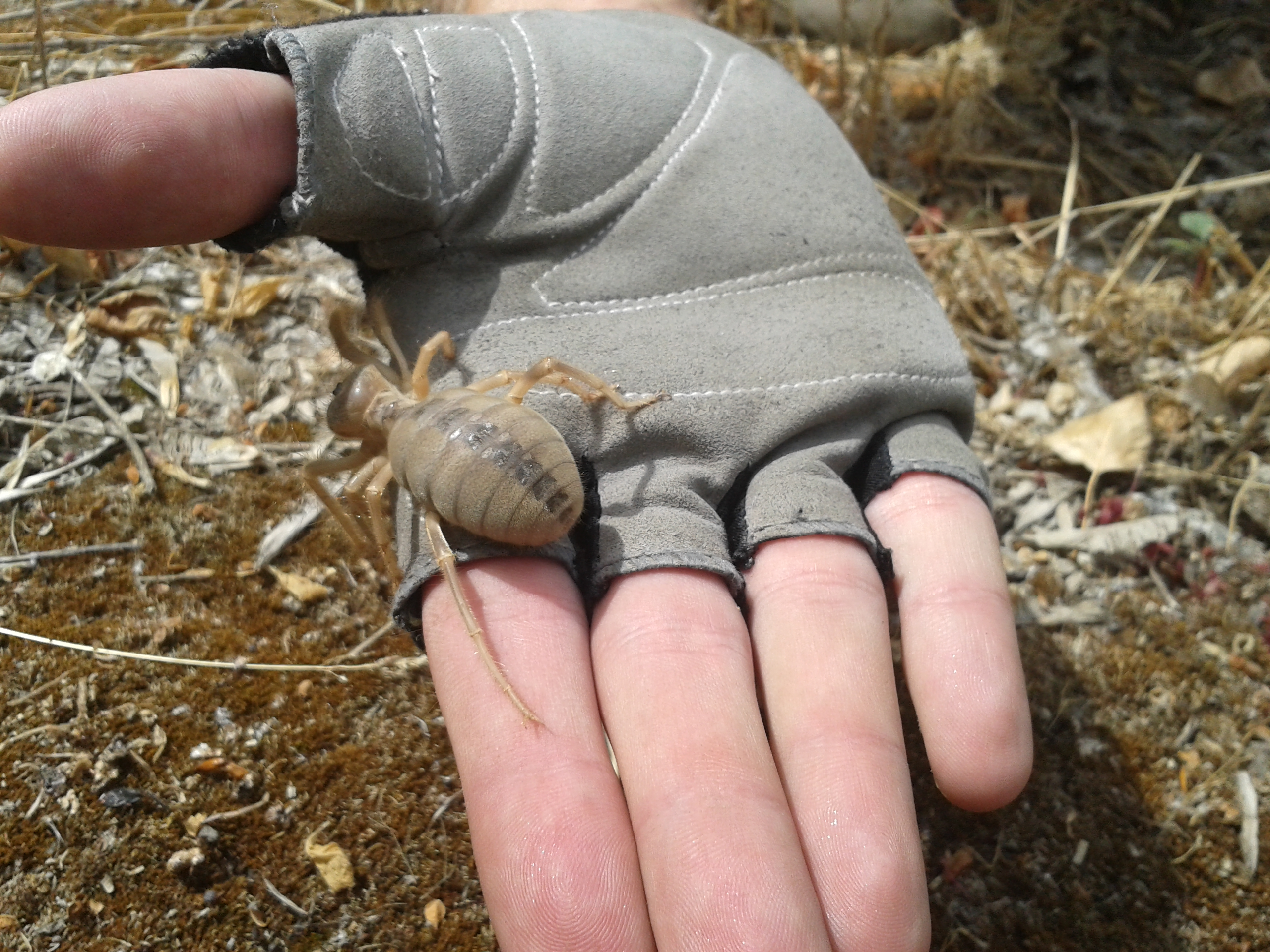
На ладони человека
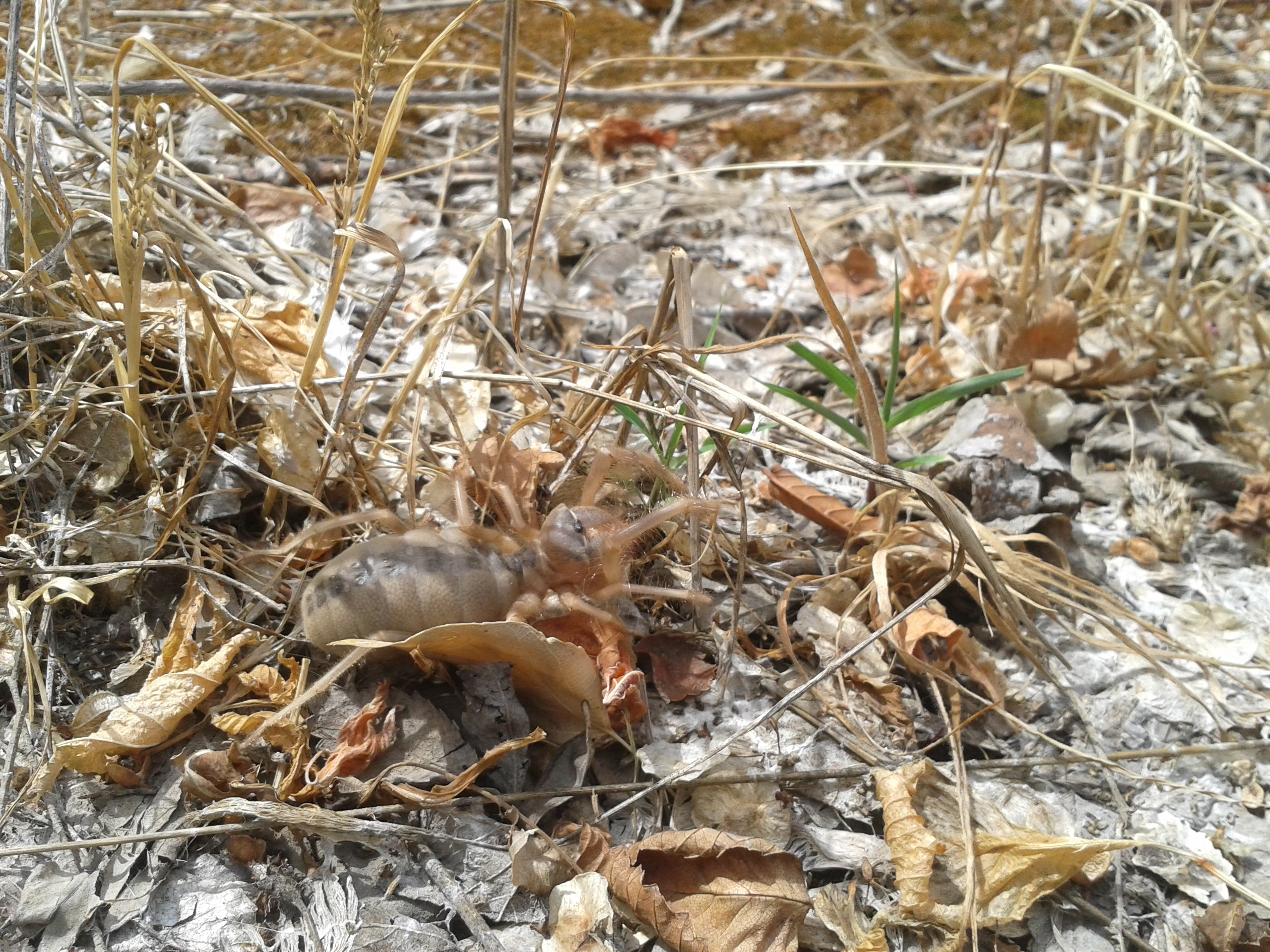
Трудноразличима среди травы и листьев.